# Kyaraben
Kyaraben eller charaben (キャラ弁) er en slags bento, der indeholder mad, som skal forestille mennesker, figurer fra populære medier, dyr og planter.